# Сибірськіт
Сибірськіт (рос. сибирскит; англ. sibirskite; нім. Sibirskit m) — мінерал, водний борат кальцію. 

## Етимологія та історія
За назвою Сибіру (Н. Н. Василькова, 1962).

## Загальний опис
Хімічна формула:
- 1. За Є. К. Лазаренком: Ca2[B2O5]∙H2O.
- 2. За К.Фреєм і за «Fleischer's Glossary» (2004): СаНВО3.

Містить (%): CaO — 56,14; B2O3 — 34,85; H2O — 9,01.
Сингонія моноклінна. Зустрічається у вигляді кристалів і зернистих аґреґатів, а також дрібної вкрапленості в кальциті. Білий, безбарвний. Блиск скляний. Прозорий. Знайдений у скарновому поліметалічному родов. у Сибіру. Супутні мінерали: ґранат, везувіан, хлорит.